# Camilla Wallin
Camilla Wallin, född 1 november 1966, är en svensk guldsmed och sångerska, bosatt i Åtvidaberg.
Camilla Wallin deltog 2008 i tävlingen Svensktoppen nästa där hon vann finalen med sin egenkomponerade låt "Vid sidan av dig". Samma låt debuterade på Svensktoppen 19 oktober 2008, då den kom in på listan på en nionde plats.

### Fotnoter
1. ↑  ”Sveriges Radio”. http://sverigesradio.se/sida/artikel.aspx?programid=3147&artikel=4950369. Läst 25 februari 2012.
2. ↑  ”Svensktoppen”. 19 oktober 2012. http://sverigesradio.se/sida/topplista.aspx?programid=2023&date=2008-10-19. Läst 26 februari 2012.